# イラク -狼の谷-
『イラク －狼の谷－』（原題: Kurtlar Vadisi Irak, 英題: Valley of the Wolves Iraq）は、2006年のトルコ映画。トルコの人気テレビドラマシリーズ『狼の谷』の映画化。
トルコ映画史上最大の製作費13兆4500万トルコリラ（約1000万米ドル）が費やされ、2006年2月に封切られるや、トルコ映画史上最大の動員数を記録した。エルドアン首相らトルコ政府首脳も鑑賞したという。トルコ国内で2210万米ドル、ヨーロッパ各国で280万米ドル、計2490万ドルにのぼる収益を上げている。日本では、暴力的描写のためPG-12（12歳未満の鑑賞には成人保護者の同伴が適当）に指定され、2007年6月23日から公開された。

## あらすじ
2003年7月4日、イラク北部のスレイマニエで、サム・マーシャル率いる米軍部隊がトルコ特殊部隊本部を襲撃、兵士ら11人を拘束して、顔が見えないように頭にフード（布袋）をかぶせて連行するという事件（フード事件）が起こった。そのとき連行された将校スレイマン・アスランは、友人ポラットに屈辱の恨みを晴らしてくれと書き残して、事件後に自殺した。
トルコの元諜報員ポラット・アレムダルは、メナティとクルド系トルコ人アブデュレーの２人の部下を伴って、車でトルコからイラクへ向かった。一行はいずれも特殊部隊の出身だ。国境では、クルド人自治区の民兵が検問を張っていた。ポラット一行は、怪しいとにらまれて車を調べられそうになり、民兵たちを射殺してイラク・クルド人自治区へ入った。
北部のアラブ人の村では、導師ケルクーキ師の養女レイラの婚礼が行われようとしていた。祝宴が始まる夜を待ち構えていたマーシャル、ダンテら米軍部隊は、銃による祝砲が聞こえるとただちに式場を包囲して、関係者をテロリスト容疑で取調べ、連行しようとした。米兵の誤射により幼児アリが射殺されると式場は大混乱になり、銃撃戦で双方に死傷者が出た。レイラの新郎も射殺された。
ハリルトン・ホテルについたポラット一行は食堂で夕食をとる。それをかぎつけたクルド民兵がかけつけてポラットたちを連行しようとするが、ポラットはホテルの支配人を呼べという。ポラットは、支配人フェンダー氏に「ホテルに爆弾をしかけた。サム・マーシャルを呼べ。」と脅す。マーシャルは、クルド人児童たちとのパーティーをキャンセルしてホテルに急行。ポラットは名を告げて、ホテルを爆破されたくなければ、兵たちともどもフード（布袋）をかぶって報道陣の前に立て、とマーシャルに迫る。マーシャルは、これがフード事件の雪辱と悟るが、卑怯にもクルド人児童30人をホテルに連れてこさせ、人質同然とする。ポラットらはマーシャルの卑劣さに憤るが、ホテルを悠然と後にする。
例の婚礼関係者の一部をコンテナ車で輸送する途中、ダンテは機関銃でコンテナを穴だらけにして連行されてきた人々を殺戮した。良心的な将校が抗議すると、ダンテは彼をも射殺する。復讐するというレイラをなだめ諭すケルクーキ師。
アブグレイブ刑務所では、悪徳医師がイラク人捕虜の体から臓器を取り出してイスラエルなどに横流ししている。到着したコンテナ車の人々が射殺されているのを見て、その医師は「遺体の臓器は使えない」とダンテに抗議する。アブグレイブ刑務所では、捕虜にホースで放水するなどのひどい虐待が行われていた。リンディ・イングランドと思われる女性兵士が捕虜を引き出して人間ピラミッドにする虐待を加えている。
トルコマン（イラクのトルコ系住民）であるエルハンが一行に加わり、彼の手引きで、ポラット一行はトルコ系指導者ハサンの家に隠れる。ハサンによると、バザールでマーシャルとクルド・アラブ・トルコ指導者の三者会談が行われるという。
バザールのある店で会談するマーシャルと三人の指導者。先日の婚礼で息子アリを殺された父親が米兵たちに近づく。レイラが来て彼を止めようとするが、彼は聞かない。その父親は米兵のそばで爆破スイッチを押して自爆した。惨状に人々が逃げ惑うバザールの広場。マーシャルを狙って来ていたポラットたちは、米兵たちと銃撃戦を繰り広げ、逃げさる。
ポラットの正体を調査したダンテはマーシャルに告げ、マーシャルはトルコ系指導者ハサンを家に呼びつけた。マーシャルはハサンを射殺し、米軍部隊がハサンの家を襲撃する。逃げ出したポラット一行は、あのレイラと出会って家にかくまわれる。
クルド人の集会。指導者はマーシャルの功績を賞賛し、サッダーム・フセインの大統領官邸にあったピアノを彼に贈ると発表する。二人は小声で語らう。「トルコは片付けた。次はアラブだ。」 夜、列車でピアノが運ばれてくる。列車に飛び移り、細工をするポラット一行。
武装組織がジャーナリストを公開斬首しようとしている。そこに導師ケルクーキ師が現われて、敵と同類になるな、とイスラムの教えを説きながら諭す。彼は忍耐の大切さを説く。
一方、マーシャルは、クルド人指導者を家に呼び、導師は「アメリカに逆らう人物、つまりテロリスト」だから逮捕しろ、と指示する。クルド人指導者は、先祖代々、導師のおかげで生活ができているから、関与したくないとおそるおそる断る。
マーシャルが家に届いたピアノを弾こうとすると、爆発するピアノ。マーシャルの家が吹き飛んだと聞いて、人殺しが死んだと喜ぶレイラとポラットの手下たち。ポラットは、今後の追及を避けるために村に逃げようと、レイラに助言する。
街から離れたある村に、ポラット一行とレイラは逃げてきた。夜、米軍部隊が村を襲撃してきた。マーシャルは間一髪生きていたのだ。逃げ惑う村人たちを虐殺する米軍。銃撃戦の末、ポラット一行は米軍部隊をほとんど倒した。レイラは、夫からもらった家宝の短刀でダンテを刺し殺すが、マーシャルに射殺される。ポラットとマーシャルの一騎討ち。ポラットはマーシャルの胸にナイフをうずめる。もうすぐ朝だ。（了）

## キャスト
| 俳優                                         | 配役                                                                                     |
| ネジャーティ・シャシュマズ（Necati Şaşmaz）  | ポラット・アレムダル（Polat Alemdar）；主人公。元トルコ諜報員。                          |
| ビリー・ゼイン（Billy Zane）                 | サム・ウィリアム・マーシャル（Sam William Marshall）；イラク北部における米軍の有力者。   |
| ガッサーン・マスウード（Ghassan Massoud）    | アブドゥルラフマーン・ハリス・ケルクーキ（Abdurrahman Halis Kerkuki）；イスラームの導師  |
| ベルギュザル・コレル（Bergüzar Korel）       | レイラ（Leyla）；ケルクーキ師に育てられた孤児の娘                                        |
| ギュルカン・ウユグン（Gürkan Uygun）         | メナティ（Memati Baş）；ポラットの手下、トルコ人                                         |
| ケナン・チョバン（Kenan Çoban）              | アブデュレー（Abdulhey Çoban）；ポラットの手下、クルド系トルコ人                         |
| エルハン・ウファク（Erhan Ufak）             | エルハン（Erhan Ufak）；イラクに住むトルコマン（Iraqi Turkmen）                          |
| ディエゴ・セラーノ（Diego Serrano）          | ダンテ（Dante）；サムを補佐する残忍な米軍将校。                                          |
| ティト・オーティズ（Tito Ortiz）             | 米軍将校（American Major Commander）；良心的だが、ダンテに射殺される。                   |
| ゲイリー・ビジー（Gary Busey）               | 医師（Doctor）；米軍施設で、イラク人捕虜の臓器を横流しする売人。                         |
| スペンサー・ギャレット（Spencer Garrett）    | ジョージ・バルティモア（George Baltimore）；ジャーナリスト。武装組織に殺されそうになる。 |
| タイフン・エラスラン（Tayfun Eraslan）       | スレイマン・アスラン（SÜLEYMAN ASLAN）：トルコ軍将校、ポラットの友人。                   |
| イスメット・ヒュルミュズル（Ismet Hürmüzlü） | アブ・タリク師（Abu Tarik）；クルド自治区のアラブ人指導者                                |
| ジハード・アブドゥ（Jihad Abdou）            | クルド人指導者（Kurdish Leader）                                                         |
| ヤウズ・イムセル（Yavuz Imsel）              | ハサン（Hasan）；イラクのトルコマン（Iraqi Turkmen）指導者                               |
| マウロ・マルティーノ（Mauro Martino）        | フェンダー（Mr. Fender）；ハリルトン･ホテルのオーナー                                    |
|                                              |                                                                                          |

## テーマと題材[要出典]
この作品は、イラク戦争後の米軍によるイラク占領支配を題材にした反米主義と評されるアクション映画である。2003年7月にイラク北部で米軍がトルコ兵たちを拘束した「フード事件」やアブグレイブ捕虜虐待事件など、米軍占領下のイラクやアフガニスタンで実際に起こった数々の事件を題材にしてつなぎ合わせ、トルコ人をヒーローにして脚色している。以下の事件を題材としている。
1. フード事件（英語版）：2003年7月4日、イラク北部のスレイマニエ（アラブ名はスライマニヤ）で、米軍空挺部隊がトルコ特殊部隊本部を襲撃して兵士ら11人を拘束した事件。
2. ムカラディーブ結婚式虐殺事件（英語版）：2004年5月19日、イラクのシリア国境のムカラディーブ（英語版）村で、米軍が結婚式場を襲撃して参加者40人以上を虐殺した事件。
3. アブグレイブ捕虜虐待事件：米兵たちがイラク人捕虜たちを虐待した事件。
4. イラク武装組織によるジャーナリスト殺害事件。
5. コンテナ輸送虐殺事件：2001年11月9日、アフガニスタンで北部同盟兵士が、護送中のターリバーン兵士たちを虐殺した事件。
6. 臓器売買疑惑：2004年12月18日、サウジアラビアのデイリー・アル＝ワタン紙が報じた、米軍がイラク人捕虜の臓器売買に関与したという疑惑。

## 上映・評価
- トルコ国内では、同国映画史上最大の動員数を記録し、国民の15人に1人が観たほど大変な人気を獲得した。
- アラブ諸国のレバノン、シリア、ヨルダン、イラク、クウェート、カタール、バーレーン、アラブ首長国連邦、オマーン、サウジアラビア、エジプト、リビア、イエメンなどで上映された。
- ヨーロッパでは、ドイツ・オーストリア・オランダ・ベルギー・デンマーク・スイス・イギリス・フランス・ルーマニア・ハンガリーで公開され、280万米ドルもの収益を上げている。とくにトルコ系移民の多いドイツでは、本作が反米主義や反ユダヤ主義の作品か否かで大論争となった。
- アメリカでは、国内では一切上映されず、また米軍関係者は在住地を問わず鑑賞はおろか上映している映画館に近づくことすら規制を受けている。また、本作で極悪非道なアメリカ軍人を演じたビリー・ゼイン、臓器密売に絡む悪徳医師を演じたゲイリー・ビジーらアメリカ人俳優には、一部のマスメディアから激しい非難が浴びせられている。「アメリカ人を野蛮人のように描いたトルコ映画」（米CNN）。「まるでジェーン・フォンダとマイケル・ムーアの描く『ランボー』」（New York Sun紙）などと酷評している地方紙もある。

本作に出演しているアメリカ人（米兵）はほとんどが悪役であるため反米主義であると評されているが、本作における米兵の蛮行はいずれも事実をベースにしたものである。悪徳医師はユダヤ人のようにも見えるが、本作が反ユダヤであるかについては論争がある。また、クルド人やアラブ人の描き方がステロタイプであるともいわれ、とくにクルド人の多くはアメリカの手下としてかなり悪役に近い微妙な位置づけをされている。ただ、主人公の手下の一人はクルド系トルコ人である。また、クルド人指導者は、米軍からイスラム指導者を逮捕するように指示されても難色を示すなど、ムスリム（イスラム教徒）の同胞であることに配慮するという演出をされている。
トルコは北大西洋条約機構（NATO）加盟国かつ欧州連合（EU）加盟候補国という「西側諸国」の一員であり、また近年もトルコ軍がアメリカ軍・イスラエル軍と合同演習をするという「親米」「親イスラエル」の国家であるが、冷戦終結後はアメリカとの利害関係が薄くなり、また最近のイスラム主義の影響の下にイスラム系政党が政権に就いたりトルコ・ナショナリズムが高まっているとも見られている。本作がトルコ国内で空前の大ヒットを記録し、アラブ・イスラム諸国でもヒットしているのは、このようなトルコ・ナショナリズムやイスラム主義に共鳴する人々の溜飲を下げる「ガス抜き」効果があるためと考えられる。
イラク国内におけるアブグレイブ捕虜虐待事件など米軍の残虐行為をドキュメンタリーではなく劇映画として描いたものとしては、貴重な作品である。